# ダミアーノ・ピッピ
ダミアーノ・ピッピ（Damiano Pippi, 1971年8月23日 - ）は、イタリアの男子バレーボール選手。ペルージャ出身。ポジションはリベロ。元イタリア代表。

## 来歴
11歳でバレーボールを始める。元々はウイングスパイカーで、1987年にセリエAのクラブへ入団した当時はユニバーサル（オポジット）を務めていた。その後、守備型スパイカー、レシーバーとしてプレーし、1998年に正式にリベロへ転向した。
1988年8月17日、ニトラで行われたユーゴスラビア戦で代表デビューを飾る。1993年にシニアの代表入りを果たし、同年ワールドリーグでベストディガー賞を受賞した。イタリア代表として通算227試合に出場し、2004年アテネオリンピックで銀メダル獲得に貢献。アテネオリンピック以降、代表から退いた。
所属クラブでは、トレヴィーゾ在籍時にセリエAのリーグ優勝とコッパ・イタリアの優勝に貢献、モデナ在籍時にもリーグ優勝を経験した。2006年に故郷へ戻り、地元のペルージャで4シーズンプレーした後、2010年をもって現役を引退した。

## 球歴
ナショナルチーム代表歴
- オリンピック - 2004年（銀メダル）
- 世界選手権 - 1994年（金メダル）
- ワールドカップ - 1995年（金メダル）、2003年（銀メダル）
- ワールドグランドチャンピオンズカップ - 1993年（優勝）
- ワールドリーグ - 1994年、1995年、1997年（優勝）、2004年（準優勝）、1993年、2003年（3位）
- 欧州選手権 - 1993年、2003年（優勝）

クラブチーム優勝歴
- セリエA1 - 1999年、2002年
- コッパ・イタリア - 2000年
- イタリア・スーパーカップ - 1998年
- CEVカップ - 2004年
- 欧州スーパーカップ - 1999年

## 所属クラブ
- パッラヴォーロ・スポレート （1987-1990年）
- パッラヴォーロ・モデナ （1990-1994年）
- ガベカ・モンティキアーリ （1994-1995年）
- ペトラルカ・パドヴァ （1995-1998年）
- シスレー・トレヴィーゾ （1998-2000年）
- パッラヴォーロ・モデナ （2000-2006年）
- ペルージャ・バレー （2006-2010年）